# Clan Yūki
Il clan Yūki (蘆名氏?) fu un importante clan giapponese del periodo Sengoku.

## Storia
Gli Yūki dichiaravano di discendere da Fujiwara no Hidesato.
Il clan era composto da due rami: Gli Shimōsa-Yūki e gli Shirakawa-Yūki. La divisione avvenne durante il periodo Nanboku-chō. Un ramo supportò la corte imperiale del Sud mentre l'altro quella del Nord.
Come molti clan di samurai anche il clan Yūki sviluppò un codice di leggi provinciali (bunkoku-ho). Nel 1556, Yūki Masakatsu pubblicò nuove leggi della famiglia Yūki (結城氏法度?, Yūki-shi Hatto)
Il ramo Shirakawa del clan fu distrutto da Toyotomi Hideyoshi, ma il ramo Shimōsa sopravvisse come daimyō del dominio di Yūki nella provincia di Shimōsa.
Il ramo Shimōsa divenne parte del clan Tokugawa.
I vassalli principali degli Yūki (Yūki shi-ten) includevano i clan Tagaya, Mizutani, Yamakawa e gli Iwakami.

## Membri importanti del clan
- Yūki Tomomitsu, 1168-1254, primo capo del dominio Yūki[2]
- Yūki Tomohiro, figlio di Tomomitsu[2]
- Yūki Hirotsugu, figlio di Tomohiro[1]
- Yūki Sukehiro, figlio di Tomohiro a Shirakawa, provincia di Mutsu[1]
- Yūki Munehiro, morto 1340[2]
- Yūki Chikatomo, morto 1347[2]
- Yūki Chikamitsu, morto 1336[2]
- Yūki Akitomo, morto 1370, figlio di Chikatomo[1]
- Yūki Ujitomo, 1398-1441[2]
- Yūki Noritomo, 1439-1462[2]
- Yūki Masatomo, 1477-1545[2]
- Yūki Masakatsu, 1504-1559[2]
- Yūki Harutomo, 1534-1616, figlio adottivo di Oyama Taketomo[1]
- Yūki Hideyasu,[1] figlio adottivo di Tokugawa Ieyasu
- Yūki Naomoto[1]